# 元大曹
元大曹（？—？），河南郡洛阳县（今河南省洛阳市东）人，追尊魏平文帝拓跋郁律后裔，高凉王拓跋纥之子，北魏宗室、官员。

## 生平
元大曹个性朴实正直。魏孝文帝元宏时期，诸王不是魏道武帝拓跋珪后裔的，依例爵位降低为公。因为元大曹祖先拓跋孤让出国家的统治权功勋重大，高祖父拓跋乐真功劳闻名前代，因此元大曹改封为太原郡公。元大曹去世时没有儿子，封国被撤除，魏宣武帝元恪以元大曹堂兄的儿子元洪威继承元大曹的爵位。
正光三年（522年），李豹子曾援引广川王元灵遵和太原公元大曹封爵断绝后延续世系的例子，想要承袭哥哥李安民寿光侯的爵位，最终也没有袭爵。